# Blume des Lebens
Die Blume des Lebens ist ein Ornament auf einem sechseckigen Ausschnitt eines Dreiecksgitters. An jedem Gitterpunkt schneiden sich Kreise bzw. Kreisbögen um die sechs benachbarten Gitterpunkte, sodass benachbarte Gitterpunkte durch Linsen verbunden sind, neunzig an der Zahl. 

Die Blume des Lebens

An jedem inneren Gitterpunkt berühren sich sechs Linsen wie Blütenblätter, was der modernen Esoterik (New Age) die Bezeichnung Blume des Lebens nahelegte. Darauf, dass das Ornament schon früher so genannt worden wäre, gibt es keinen Hinweis.

## Vorkommen des Ornaments in Architektur und Kunst

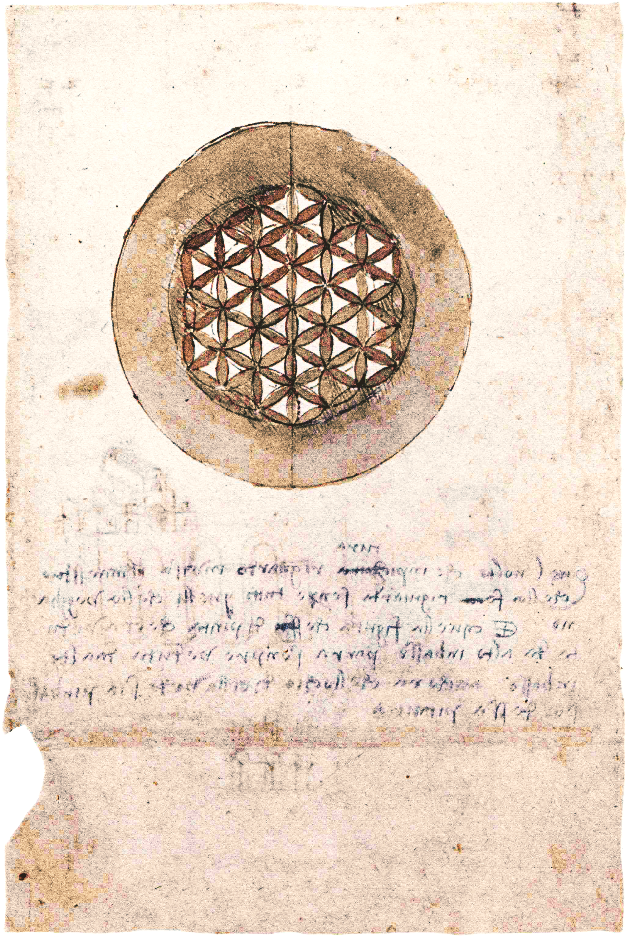
Leonardo da Vincis Darstellung des Ornaments (Codex Atlanticus, fol. 309v)

Konstruktion mit dem Zirkel als Folge von Kreisen mit gleichem Radius: Mittelpunkt des zweiten Kreises auf der Kreislinie des ersten Kreises, Mittelpunkt der folgenden Kreise auf Schnittpunkten der vorangehenden

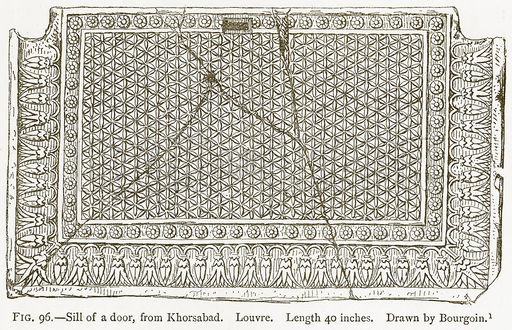
Neoassyrische Türschwelle, Louvre

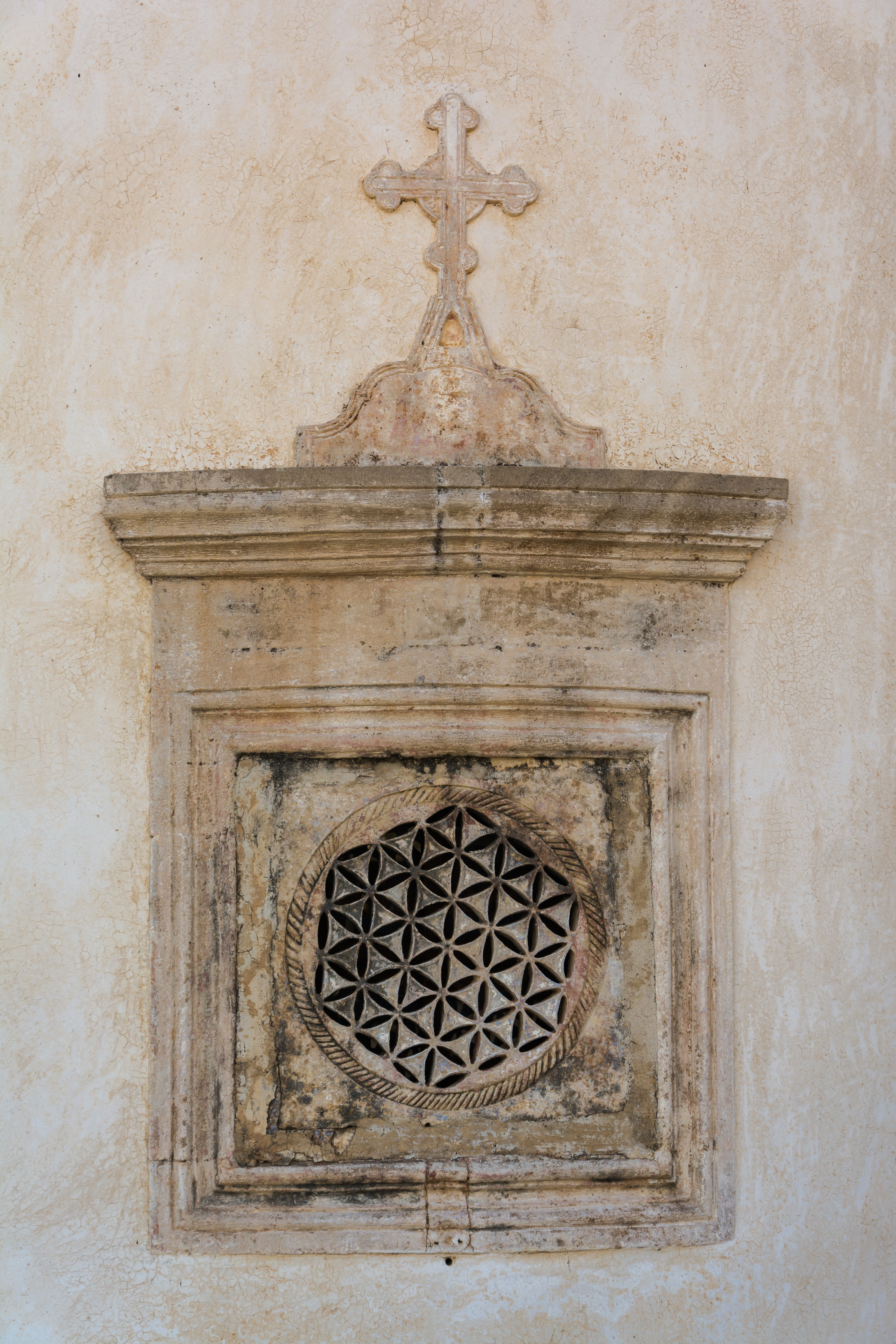
Fenster an der südlichen Apsis der Kirche des Klosters Preveli, Kreta

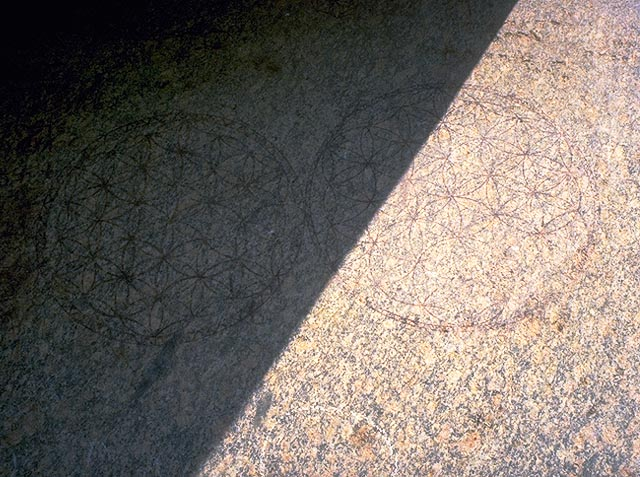
Osireion Abydos

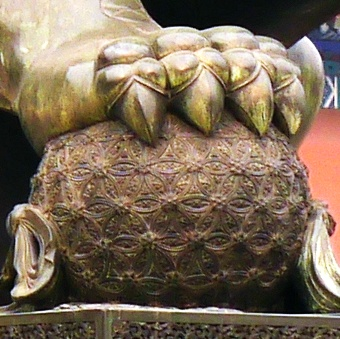
Kugel unter der Pfote eines Wächterlöwen in der Verbotenen Stadt in Peking, China

Ornamente, die der „Blume des Lebens“ gleichen oder ähneln, sind in Kirchen, Tempeln, Profanbauten, Grabanlagen, Kunstobjekten und Manuskripten zu finden.

### Naher Osten
Eine der ältesten derzeit bekannten Darstellungen der Grundstruktur als sich wiederholendes Muster findet sich auf einer 2,07 × 1,26 m großen Türschwelle aus dem Palast von König Aššur-bāni-apli in Dur Šarrukin aus dem Jahr 645 v. Chr., die heute in der assyrischen Abteilung des Louvre gezeigt wird. Weitere Exemplare werden im British Museum gezeigt. Die Ornamentik der Türschwellen hatte vermutlich in den angrenzenden Räumen ausgelegte Teppiche zum Vorbild; für eine darüber hinausgehende kultische oder religiöse Bedeutung finden sich keine Anzeichen.
Gelegentlich als Beleg für die Verwendung des Ornaments seit altägyptischer Zeit angeführte Darstellungen finden sich in etwa 4 m Höhe auf Pfeilern des Osiris-Heiligtums in Abydos (Ägypten). Dort wurden seit dem Altertum eine ganze Reihe von Graffiti in unterschiedlichen Sprachen (u. a. altgriechisch, koptisch) angebracht, weshalb die in diesem Umfeld vorgefundenen Blumen des Lebens nicht älter einzuschätzen sind als jene (zumal solche Ornamentik in der altägyptischen Kultur unüblich war). Sie werden daher zumeist analog zu nahebei stehenden altgriechischen Graffiti in die ersten nachchristlichen Jahrhunderte datiert, als eine teilweise Verschüttung der Tempelanlage eine Anbringung ohne Leiter oder Gerüst gestattet haben dürfte. Für Graffiti spricht auch die unauffällige dünne Linienführung. Vom Stil her ist auch eine islamische Herkunft um 1200 n. Chr. möglich. Auch eine Hinzufügung im 20. Jahrhundert ist nicht auszuschließen, zumal Margaret Murrays ausführliche Auflistung der Graffiti von 1904 sie nicht erwähnt.

### Europa
In Europa sind solche Ornamente beliebte Motive aus der Volkskunst des 17. und 18. Jahrhunderts. So findet sich beispielsweise in der Pfarrkirche Altenkirchen auf Rügen im Chor über dem Altar das Ornament als Stern an den Himmel gemalt. Ebenso sind die Balken zahlreicher Fachwerkhäuser in der Altstadt von Straßburg mit dem Ornament verziert. Auch im Silberschatz von Kaiseraugst auf Platte 85 findet es sich.
Im Kloster Preveli auf Kreta ist es auf beiden Seiten der zweischiffigen Kapelle zu finden, in der Londoner Westminster Abbey im Cosmati-Mosaik aus dem 13. Jahrhundert. Im Hazara-Rama-Tempel im indischen Hampi ist es auf diversen Säulen und Architraven zu sehen. Weitere Fundstellen gibt es in den Ruinen von Kabile sowie in Weliki Preslaw in Bulgarien, in Masada in Israel sowie im peruanischen Cusco.
Leonardo da Vinci beschäftigte sich mit der Form und den mathematischen Proportionen des Ornaments, ohne jedoch das Ornament eigens zu benennen.

### China
Eine mit diesem Ornament bedeckte Kugel findet sich unter der Pfote des männlichen Wächterlöwen am Tor der Höchsten Harmonie zur Verbotenen Stadt in Peking. Andere Wächterlöwen in dieser Anlage halten Kugeln, die mit ähnlichen, aber vom Konstruktionsprinzip abweichenden hexagonalen Mustern bedeckt sind, ohne dass eine besondere Bedeutungszuweisung für diese unterschiedliche Ornamentik bekannt ist.

## Esoterik
In der modernen Esoterik wird die Blume des Lebens als Schutzamulett, zur „Belebung“ von Wasser, zur „Entstörung“ von Innenräumen und zum Schutz vor „Elektrosmog“ propagiert. Eine Zuschreibung religiöser Bedeutung erfolgte vor allem durch den Autor Drunvalo Melchizedek, der ein zweibändiges Werk zu dem Thema veröffentlichte.